# جوناثان فلورنسيو
جوناثان فلورنسيو (بالإنجليزية: Jonathan Florencio)‏ هو ملحن أمريكي، ولد في 21 يوليو 1976.

## وصلات خارجية
- الموقع الرسمي